# Jan Broeckaert
Jan Broeckaert (Wetteren, 13 februari 1837 – Dendermonde, 9 februari 1911) was een Vlaams historicus, taalkundige, ambtenaar en griffier. Als historicus was hij een autodidact, maar hij schreef of werkte mee aan tientallen goed gedocumenteerde werken. Samen met Frans De Potter schreef hij de Geschiedenis van de Gemeenten der Provincie Oost-Vlaanderen (bestaande uit 61 delen, 1864-1903); en samen met Theophiel Coopman de Bibliographie van den Vlaamschen Taalstrijd (10 delen, 1904-1914). Ook schreef hij veel monografieën met heemkundige of biografische inhoud.

## Biografie
Jan was genoemd naar zijn grootvader Jan-Baptist (1754-1802) en zijn gelijknamige peter (1793-1878). Oorspronkelijk afkomstig uit een landbouwersfamilie in Westrem was zijn vader, Benedikt Broeckaert (1790-1854), eerst vlaskoopman, later winkelier. De zaak liep slecht en op zijn 13e ging Jan als oudste van de zeven kinderen daarom al van school af om als klerk te gaan werken. Na de vroege dood (aan cholera) van zijn vader zorgde hij mede voor het gezin; hij werd in 1859 ontvanger-secretaris van het Bureel van Weldadigheid en Bestuur der Godshuizen in zijn woonplaats. In verband met zijn intensieve zelfstudie kwam hij in contact met de pedagoog en neerlandicus Karel-Lodewijk Ternest (1812-1887), die een grote invloed op hem had wat betreft zijn belangstelling voor literatuur en taal. Ternest was in 1855 naar Wetteren als hoofdonderwijzer gekomen; hij schreef verschillende veelgebruikte schoolboeken, waaronder vooral zijn in 1860 bekroonde en uitgegeven handboek voor de uitspraak van het Nederlands, dat vijftig jaar lang in België daartoe het standaardwerk zou blijven; het volgde niet volledig de Noord-Nederlandse normen.
Al op zijn 17e vroeg Jan Broeckaert Jules de Saint-Genois om raad en hulp bij het schrijven van gedichten en in 1858 werd zijn gedicht De Volkstael te Ieper bekroond. Van 1847 tot 1856 was hij secretaris van het Wetterse liberale Leeskundig genootschap De Vlaemsche Taelmin. In 1859 begon hij, op aandringen van burgemeester Charles Hippolyte Vilain XIIII informatie te verzamelen over de geschiedenis van Wetteren, wat in 1862 leidde tot het verschijnen van zijn boek daarover. Als motto gebruikte hij daarin wat men als zijn persoonlijke levensmotto zou kunnen beschouwen, een citaat uit de middelnederlandse Dystorie van Saladine: Het is een tijtcurtinghe vol van gloriën, op voorledene saken meerken - Het is een prachtige tijdsbesteding het verleden te onderzoeken.
Een jaar later publiceerde hij een boek, kennelijk als bijvangst van het eerdere opzoekingswerk, over de geschiedenis van twee andere gemeenten uit het Land van Dendermonde: Overmere en Uitbergen. 
Deze twee werken waren de opmaat naar een indrukwekkende productie, soms door hem alleen, maar vooral samen met Frans de Potter, en veertig jaar later met Theophiel Coopman. Vanaf de stichting in 1863 werkte hij ook mee aan de Oudheidkundige kring der stad en des voormaligen Lands van Dendermonde, van 1893 tot 1911 was hij redacteur van hun Gedenkschriften en leverde zelf 78 bijdragen.
Enkele van de oudste kinderen uit het gezin Ternest waren literair actief, zij het met matig succes. Jan leerde in het gezin ook Marie-Stephanie ("Steefken") kennen (1837-1914), met wie hij in 1866 trouwde.
In 1870 werd hij gemeentesecretaris in Wetteren en in 1872 aldaar griffier bij het vredegerecht.
Verschillende werken van Frans de Potter en hem werden tussen 1869 en 1880 bekroond: hun verhandeling over Nazareth, het werk over Antoon van Dijck en hun Geschiedenis van de Belgische Boerenstand.
In 1887 werd hij corresponderend lid van de een jaar eerder opgerichte Koninklijke Vlaamsche Academie voor Taal- en Letterkunde. Twee jaar later werd hij, op voorspraak van Frans de Potter, gewoon lid en hij zou er in 1905 voorzitter van worden. Hij hield er vele voordrachten, waaronder opvallende over Jan Erasmus Quellinus en over dichters als Elisabeth van den Hove (Baarland 1666 - Dendermonde 1751).

In haar zitting van 18 februari 1887 schreef de nieuwe academie zes prijsvragen uit voor dat jaar. Broeckaert deed mee aan twee ervan: de ene ging over Middelnederlandse bibliografie; hij maakte indruk door het toesturen van een inleiding met bijna 3000 "bulletijns", als motto voegde hij daaraan toe: Mijn werk was geen spel, maar lastig was't als mijnwerk. De prijs ging echter naar Louis David Petit (1847 - 1918), wiens Bibliographie der Middelnederlandsche Taal- en Letterkunde een jaar later in Leiden werd uitgegeven.

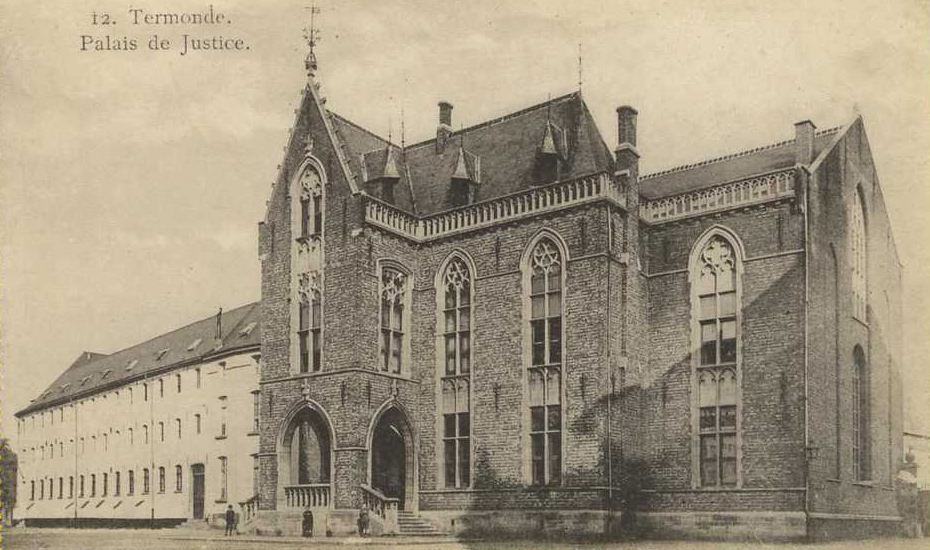
Oud justitiepaleis Dendermonde

De andere prijsvraag waarop hij meedong betrof, op initiatief van Guido Gezelle, die voor een bastaardwoordenboek, met het oog op taalzuivering. Bekroond werden de inzendingen van zowel Broeckaert als Jan Craeynest. Gezelle's voorkeur ging uit naar de laatste, maar de Academie vond dat deze te veel West-Vlaamse woorden bevatte en herwerkt moest worden. Toen Craeynest dat weigerde werd de herziening aan Jan Broeckaert gevraagd. Het is onbekend of hij daar veel aan gedaan heeft, maar uiteindelijk verscheen het werk van hemzelf in 1895. 
In 1888 verhuisde het gezin Broeckaert naar Dendermonde omdat hij er griffier werd bij de rechtbank van eerste aanleg, wat hij tot 1907 zou blijven. Zowel in Wetteren als Dendermonde was hij lid van veel maatschappijen, meestal als secretaris van culturele, letterkundige, muziek-, koor- en liefdadigheidsverenigingen.
In 1895 werd hij ridder in de Leopoldsorde, de hoogste Belgische onderscheiding; en in 1906 werd hij lid van de Maatschappij der Nederlandse Letterkunde in Leiden. 
Binnen de Academie bestond al lang de wens om een geschiedenis van de Vlaamse Beweging te schrijven. In 1901 besloten Broeckaert en Coopman daarvoor samen te werken en alle brochures, tijdschriften en krantenartikels, affiches en andere documenten op te sporen en te beschrijven; enkel literaire werken waren uitgesloten. Ze schreven tien delen, die de geschiedenis van 1787 tot 1886 bestreken. Broeckaert zou de verschijning van de laatste twee delen niet meer beleven en Coopmans overleed in 1915, zodat de vrijwel onontbeerlijke registers zijn blijven ontbreken. 
Jan Broeckaert overleed als eregriffier op 9 februari 1911. Jan en Steefken kregen acht kinderen (twee dochters en zes zonen), waaronder arts-schrijver Wilfried (1877-1948) en schilder-dichter Herman Broeckaert (1878-1930).

## Eerbetoon

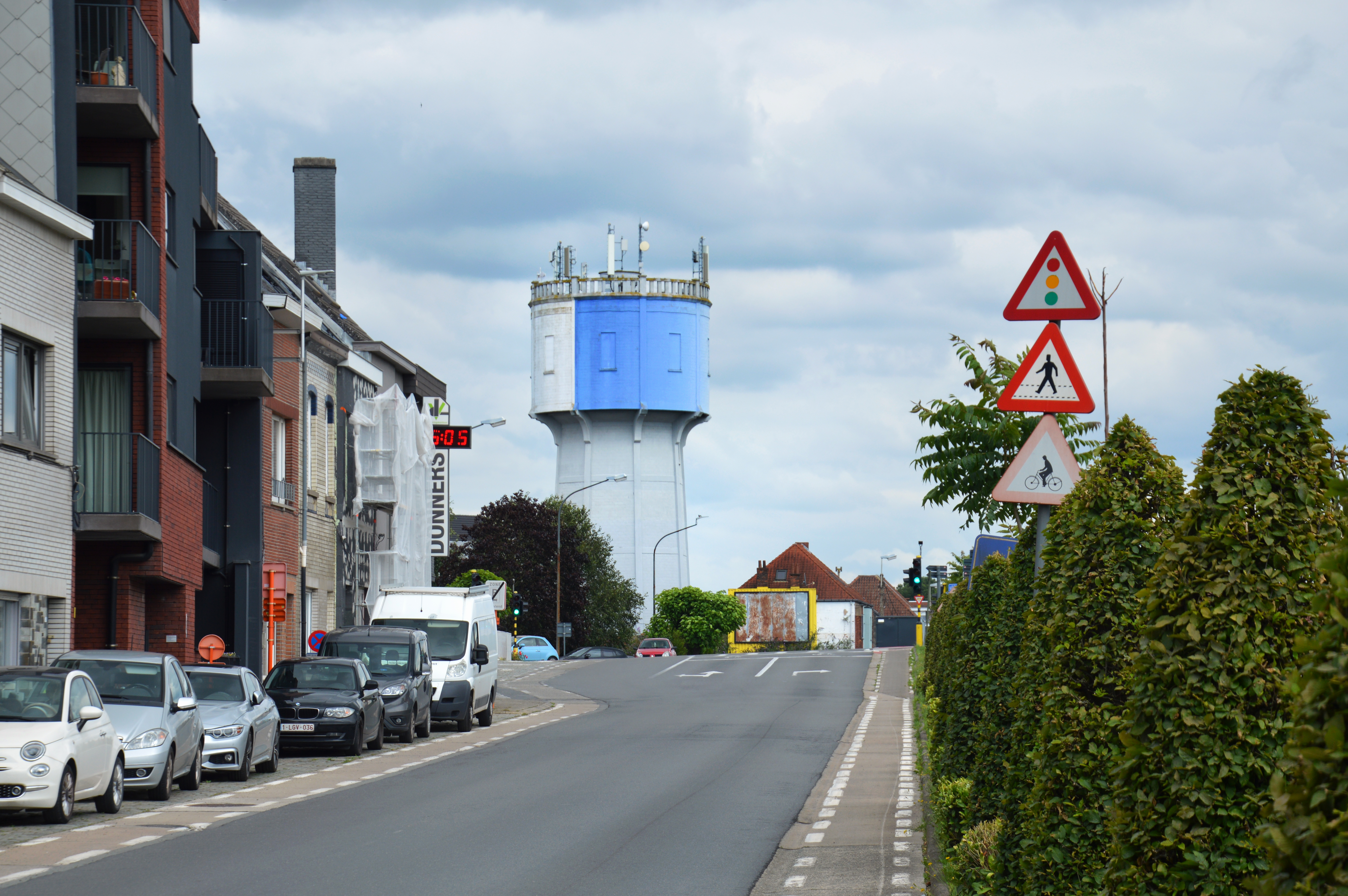
Jan Broeckaertlaan in Wetteren

Sinds 1912 is in Wetteren de Jan Broeckaertlaan (voorheen: Wandeling, in de volksmond ook Boulevard) naar hem genoemd. Ook de lokale heemkring Koninklijke Heem- en Geschiedkundige Kring Jan Broeckaert vzw ontleende haar naam aan Broeckaert.

## Publicaties

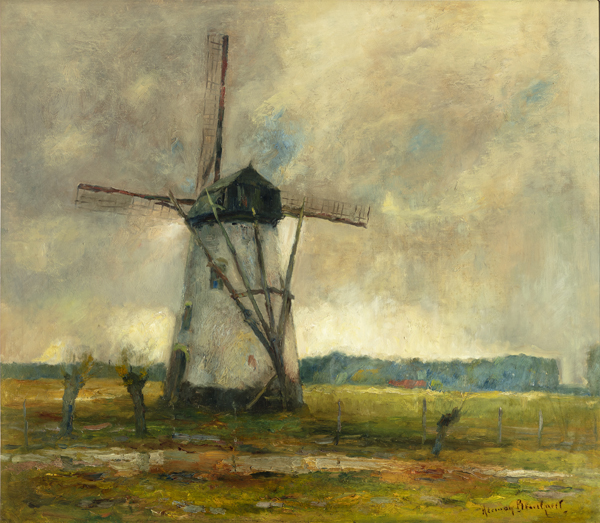
Herman Broeckaert: Molen in het Scheldeland

In te zien via Google Books:
- Broeckaert, Jan, Geschiedenis van Wetteren, gevolgd van eene Historische Schets der Omliggende Gemeenten. Hebbelynck (1862) – via Google Books.
- Broeckaert, Jan, Historische schets der gemeenten Overmeire en Uitbergen. Truyts (1863) – via Google Books.  (Samen met Frans de Potter herzien en uitgebreid in 1890)
- de Potter, Frans; Jan Broeckaert, Geschiedenis van de Gemeenten der Provincie Oost-Vlaanderen, eerste reeks: Arrondissement Gent, eerste deel: Aalter, Afsnee, Asper, Astene, Baaigem, Bachte-Maria-Leerne, Balegem, Bellem, Bottelaere, St.-Denijs-Westrem, Destelbergen, Desteldonk. Annoot-Braeckman (1864-1870) – via Google Books.
- de Potter, Frans; Jan Broeckaert, Geschiedenis van de Gemeenten der Provincie Oost-Vlaanderen, eerste reeks: Arrondissement Gent, tweede deel: Deurle, Dikkelvenne, Drongen, Eeke, Evergem. Annoot-Braeckman (1864-1870) – via Google Books.
- de Potter, Frans; Jan Broeckaert, Geschiedenis van de Gemeenten der Provincie Oost-Vlaanderen, eerste reeks: Arrondissement Gent, derde deel: Gaver, Gentbrugge, Gontrode, Gijzenzele, Gottem, Grammene, Hansbeke, Heusden, Knesselare, St.-Martens-Latem, Landegem, Landskouter. Annoot-Braeckman (1864-1870) – via Google Books.
- de Potter, Frans; Jan Broeckaert, Geschiedenis van de Gemeenten der Provincie Oost-Vlaanderen, eerste reeks: Arrondissement Gent, vierde deel: Ledeberg, St.-Martens-Leerne, Lemberge, Loochristi, Loo-ten-Hulle, Lovendegem, Machelen, Mariakerke, Meigem, Melle, Melsen, Mendonk. Annoot-Braeckman (1864-1870) – via Google Books.
- de Potter, Frans; Jan Broeckaert, Geschiedenis van de Gemeenten der Provincie Oost-Vlaanderen, eerste reeks: Arrondissement Gent, vijfde deel: Merelbeke, Merendre, Moerbeke, Moortzele, Munte, Nazareth, Nevele. Annoot-Braeckman (1864-1870) – via Google Books.
- de Potter, Frans; Jan Broeckaert, Geschiedenis van de Gemeenten der Provincie Oost-Vlaanderen, eerste reeks: Arrondissement Gent, zesde deel: Olsene, Oostakker, Oosterzele, Oostwinkel, Petegem, De Pinte, Poeke, Poezele, Ronsele, Schelderode, Scheldewindeke, Semmerzake, Sleidinge, Ursel, Vinderhoute. Annoot-Braeckman (1864-1870) – via Google Books.
- de Potter, Frans; Jan Broeckaert, Geschiedenis van de Gemeenten der Provincie Oost-Vlaanderen, eerste reeks: Arrondissement Gent, zevende deel: Vinkt, Vosselare, Vurste, Waarschoot, Wachtebeke, Winkel, Wondelgem, Wontergem, Zaffelare. Annoot-Braeckman (1864-1870) – via Google Books.
- de Potter, Frans; Jan Broeckaert, Geschiedenis van de Gemeenten der Provincie Oost-Vlaanderen, eerste reeks: Arrondissement Gent, achtste deel: Zevergem, Zeveneeken, Zeveren, Zomergem, Zulte, Zwijnaarde. Annoot-Braeckman (1864-1870) – via Google Books.
- de Potter, Frans; Jan Broeckaert, Geschiedenis der gemeente Merelbeke. Annoot-Braeckman (1867) – via Google Books.
- de Potter, Frans; Jan Broeckaert, Statistische Verhandeling over den Stoffelijken en Zedelijken Toestand der Gemeente Nazareth, in: Bekroonde Memoriën en andere Gedenkschriften door de koninklijke Academie van België. Deel 21. Hayez (1869) – via Google Books.
- de Potter, Frans; Jan Broeckaert, Geschiedenis van de Gemeenten der Provincie Oost-Vlaanderen, eerste reeks: Arrondissement Gent, twaalfde deel: Gottem, Grammene, Olsene, Poeke, Ursel, Wontergem, Zulte. Annoot-Braeckman (1870) – via Google Books.
- de Potter, Frans; Jan Broeckaert, Antoon Van Dijck en zijne werken, in: Mémoires couronnés et autres mémoires publiés par l'Académie royale des sciences, des lettres et des beaux-arts de Belgique. Tome 24. Hayez (1873) – via Google Books.
- de Potter, Frans; Jan Broeckaert, Geschiedenis der Stad Aalst, voorgegaan van eene historische schets van 't Voormalige Land van Aalst. Eerste deel. Annoot-Braeckman (1873) – via Google Books.
- de Potter, Frans; Jan Broeckaert, Geschiedenis der Stad Aalst, voorgegaan van eene historische schets van 't Voormalige Land van Aalst. Tweede deel. Annoot-Braeckman (1875) – via Google Books.
- de Potter, Frans; Jan Broeckaert, Geschiedenis der Stad Aalst, voorgegaan van eene historische schets van 't Voormalige Land van Aalst. Derde deel. Annoot-Braeckman (1875) – via Google Books.
- de Potter, Frans; Jan Broeckaert, Geschiedenis der Stad Aalst, voorgegaan van eene historische schets van 't Voormalige Land van Aalst. Vierde deel. Annoot-Braeckman (1876) – via Google Books.
- de Potter, Frans; Jan Broeckaert, Geschiedenis van de Gemeenten der Provincie Oost-Vlaanderen, derde reeks: Arrondissement St.-Nicolaas. Bazel, Belsele, Beveren, Burcht, Daknam, Doel. Annoot-Braeckman (1877) – via Google Books.
- de Potter, Frans; Jan Broeckaert, Geschiedenis van de Gemeenten der Provincie Oost-Vlaanderen, derde reeks: Arrondissement St.-Nicolaas. Derde deel: Meerdonk, Melsele, Nieuwkerke, St.-Pauwels, Rupelmonde, Sinaai. Annoot-Braeckman (1879) – via Google Books.
- de Potter, Frans; Jan Broeckaert, Geschiedenis der stad Lokeren. Annoot-Braeckman (1884) – via Google Books.
- de Potter, Frans; Jan Broeckaert, Geschiedenis van Exaarde. Annoot-Braeckman (1878) – via Google Books.
- Broeckaert, Jan, Taal- en Letterkundige nalatenschap van K.L. Ternest. Leliaert, Siffer & Co (1888) – via Google Books.
- de Potter, Frans; Jan Broeckaert, Geschiedenis van de Gemeenten der Provincie Oost-Vlaanderen, vierde reeks: Arrondissement Dendermonde, tweede deel: Massemen-Westrem, Mespelare, Moerzeke, Opdorp, Oudegem, Overmere, Schellebelle, Schoonaarde, Serskamp, Uitbergen, Waasmunster. Annoot-Braeckman (1890) – via Google Books.
- Broeckaert, Jan, Dendermondsche Drukpers. Du Caju, vader (1890) – via Google Books.
- Broeckaert, Jan, Mededeeling van eenen bundel Rederijkersgedichten der XVIe eeuw. Siffer (1892) – via Google Books.
- Broeckaert, Jan, Bastaardwoordenboek. Siffer (1895) – via Google Books.